# Theganopteryx rhodesiae
Theganopteryx rhodesiae är en kackerlacksart som beskrevs av Robert Walter Campbell Shelford 1913. Theganopteryx rhodesiae ingår i släktet Theganopteryx och familjen småkackerlackor. Inga underarter finns listade i Catalogue of Life.